# Goldburg

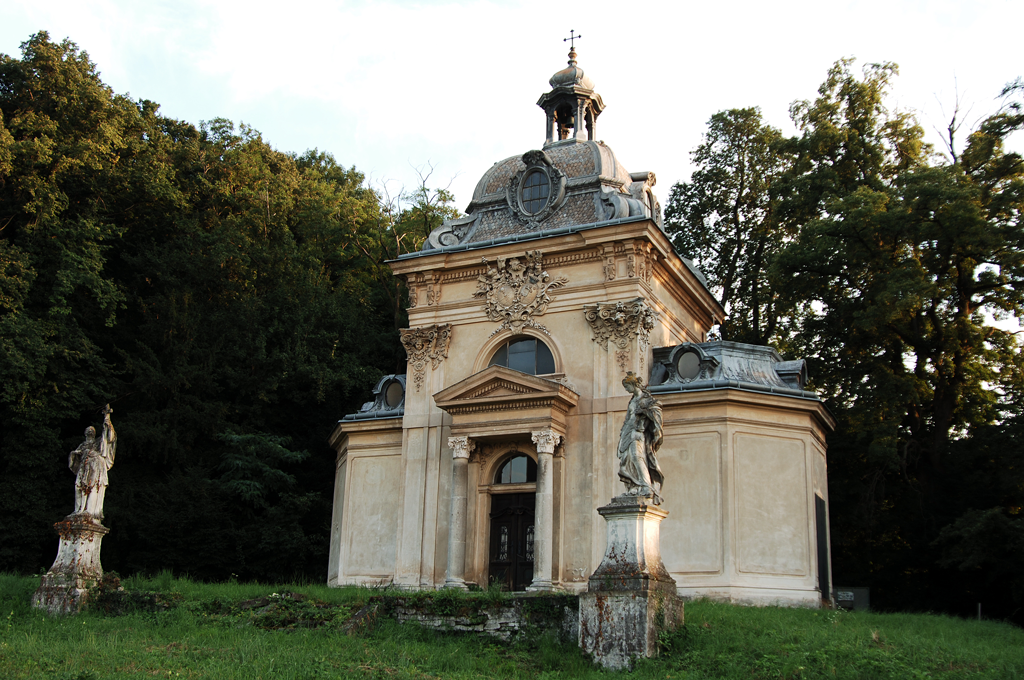
Mausoleum der Goldburg

Die Goldburg gehörte dem Adelsgeschlecht Althan und war einst eines der prächtigsten Schlösser Niederösterreichs. Heute findet man nur mehr Reste der Gartenmauer im Zentrum von Murstetten.
Von 1140 bis 1529 stand auf dem Areal die Burg Murstetten, die 1526 durch eine Heirat in den Besitz der Althans gelangte. Sie wurde durch die Türken vollkommen zerstört. 1580 begannen die Althans etwas oberhalb mit dem Bau der Goldburg im Stil der italienischen Renaissance. 1644 erfolgte der Ausbau zum Barockschloss. 1683 wurde es erneut durch die Türken schwer beschädigt, doch wurde es ab 1706 durch Johann Bernhard Fischer von Erlach unter Graf Gundacker von Althan noch prunkvoller ausgestaltet.
Kaiser Karl VI., Kaiserin Maria Theresia und Kaiser Joseph II. sollen prominente Gäste auf der Goldburg bei Graf Gundacker von Althan gewesen sein, der damals Hofkriegsrat und kaiserlicher Hofbaudirektor war.
Nach dem Tod des Grafen übersiedelte die Familie 1747 nach Zwentendorf an der Donau.
1809 waren napoleonische Truppen in der leerstehenden Goldburg einquartiert. Als nach einer durchzechten Nacht im Schlosshof ein Soldat erstochen aufgefunden wurde, ließ der Kommandant das Schloss in Brand schießen. Danach wurde es nicht wieder aufgebaut.
Heute steht das von Gestrüpp überwucherte Areal unter Denkmalschutz. Eigentümer ist nach wie vor die in Zwentendorf wohnhafte Familie Althan.